# Franciszek Grott
Franciszek Grott (ur. 5 października 1911 w Kruszewie, zm. w marcu 1995 w Bydgoszczy) – polski nauczyciel, literat i działacz lokalny.
Od 1936 roku mieszkał w Bydgoszczy. W 1946 wydał, wraz z Zofią Strzelecką, tomik poezji zatytułowany Miastu nad Brdą. Tworzył słuchowiska radiowe, pamiętniki (Wojny dni pierwsze, Moja bydgoska niedziela, Ostatnie dni, Mój pierwszy dzień), wspomnienia (Najcudniejsza lekcja, Na przełomie). Działacz i członek honorowy Towarzystwa Miłośników Miasta Bydgoszczy.